# Fontanes-du-Causse
Fontanes-du-Causse is een plaats en voormalige gemeente in het Franse departement Lot (in de regio Occitanie en telt 73 inwoners (2009). De plaats maakt deel uit van het arrondissement Gourdon.

## Geschiedenis
Fontanes du Causse is op 1 januari 2016 gefuseerd met de gemeenten Beaumat, Labastide-Murat, Saint-Sauveur-la-Vallée en Vaillac tot de gemeente Cœur de Causse. 

## Geografie
De oppervlakte van Fontanes-du-Causse bedraagt 16,8 km², de bevolkingsdichtheid is dus 4,3 inwoners per km².
De onderstaande kaart toont de ligging van Fontanes-du-Causse met de belangrijkste infrastructuur en aangrenzende gemeenten.

## Demografie
Onderstaande figuur toont het verloop van het inwonertal.